# Gardendale, Alabama
Gardendale är en stad (city) i Jefferson County, i delstaten Alabama, USA. Enligt United States Census Bureau har staden en folkmängd på 13 904 invånare (2011) och en landarea på 58,4 km².